# Jarmila Wolfe
Jarmila Wolfe, z domu Gajdošová, w latach 2009-2011 Groth (ur. 26 kwietnia 1987 w Bratysławie) – tenisistka reprezentująca Australię, a do 2009 roku grająca dla Słowacji, mistrzyni Australian Open z 2013 roku w grze mieszanej.

## Kariera tenisowa
W 2001 roku rozpoczęła występy w turniejach ITF. Startowała również do turnieju tenisowego piątej kategorii w Bratysławie. Po raz pierwszy udało się jej przejść kwalifikacje do zawodowego turnieju w Budapeszcie w 2003 roku. Dotarła tam aż do ćwierćfinału, pokonana przez Alicię Molik. Zadebiutowała w Pucharze Federacji dla drużyny słowackiej. Tylko raz na jedenaście startów w kwalifikacjach do imprez zawodowych zagrała w turnieju głównym w roku 2004. Miało to miejsce w Memphis, gdzie przegrała w pierwszej rundzie z Giselą Dulko.
Przełomowy w jej karierze okazał się sezon 2006. W czasie dwunastu miesięcy znalazła się wśród stu najlepszych tenisistek świata w rankingu tenisowym oraz wygrała turniej gry podwójnej. Osiągnęła ćwierćfinał turnieju w Portorožu (przegrany z Émilie Loit). Zadebiutowała we wszystkich turniejach wielkoszlemowych, osiągając kolejno pierwszą rundę Australian Open, drugą rundę French Open, ponownie pierwszą rundę Wimbledonu oraz trzecią rundę US Open (porażka z Dinarą Safiną). Razem z Evą Birnerovą wygrały turniej deblistek w Sztokholmie, pokonując w finale faworytki Yan Zi i Zheng Jie. Razem z Bryanne Stewart osiągnęła dwa półfinały turniejowe. W tym sezonie sięgnęła też po swoje pierwsze triumfy w turniejach ITF.
W pierwszej rundzie Australian Open 2007 przegrała z Milagros Sequerą. Osiągnęła półfinał gry podwójnej w Pattaya razem z Jeleną Kostanić Tošić, a wkrótce także finał w Memphis z Akiko Morigami. W maju osiągnęła singlowy ćwierćfinał w Pradze, przegrywając z Francuzką Marion Bartoli. Do końca sezonu przeszła pierwszą rundę jedynie w Kolkacie.
W grudniu 2007 Jarmila oznajmiła, że zdecydowała się na zmianę barw narodowych, o czym myślała już od wielu sezonów. Od stycznia 2008, począwszy od imprezy w Gold Coast, została reprezentantką Australii. Pierwszy sukces w nowych barwach odniosła, pokonując rodaczkę Monique Adamczak w walce o dziką kartę do wspomnianego turnieju w Gold Coast.
W styczniu 2013 roku Gajdošová wywalczyła razem z Matthew Ebdenem tytuł mistrzowski podczas wielkoszlemowego Australian Open w grze mieszanej. Para australijska grała w zawodach z dziką kartą, a w finale pokonali 6:3, 7:5 Lucie Hradecką i Františka Čermáka.
11 stycznia 2017 wydała za pomocą Instagrama oświadczenie, w którym napisała, że zdecydowała się zakończyć swoją karierę tenisową ze skutkiem natychmiastowym. Jako przyczynę podała niemożność wyleczenia się z kolejnej kontuzji i przewlekły uraz pleców. Ponadto nie otrzymała dzikiej karty do Australian Open 2017.

## Życie prywatne
W lutym 2009 poślubiła australijskiego tenisistę Sama Grotha. Podczas wielkoszlemowego Australian Open 2009 wyjaśniła nieporozumienie wokół jej osoby dotyczące reprezentowanego przez nią państwa. Sama tenisistka deklaruje, że gra dla Australii, ale nie wszyscy organizatorzy turniejów to uwzględniają, umieszczając przy jej nazwisku Słowację. Pod koniec kwietnia 2011 rozwiodła się i powróciła do nazwiska Gajdošová.
1 listopada 2015 wzięła ślub z Adamem Wolfem i przyjęła nazwisko męża. 28 marca 2017 ogłosiła, że spodziewa się narodzin swojego pierwszego dziecka.
11 listopada 2017 urodziła córkę, Natalię.

## Finały turniejów WTA
| Legenda                     | Legenda |
| --------------------------- | ------- |
| Wielki Szlem                |         |
| Igrzyska olimpijskie        |         |
| WTA Tour Championships      |         |
| 1988 – 2008                 |         |
| Kategoria I                 |         |
| Kategoria II                |         |
| Kategoria III               |         |
| Kategoria IV                |         |
| Kategoria V                 |         |
| 2009 – 2020                 |         |
| WTA Premier Mandatory       |         |
| WTA Premier 5               |         |
| WTA Premier                 |         |
| WTA International Series    |         |
| WTA 125K series (2012–2020) |         |

### Gra pojedyncza 2 (2-0)
| Końcowy wynik | Nr | Data             | Turniej | Nawierzchnia | Przeciwniczka         | Wynik finału |
| ------------- | -- | ---------------- | ------- | ------------ | --------------------- | ------------ |
| Zwyciężczyni  | 1. | 20 września 2010 | Kanton  | Twarda       | Ałła Kudriawcewa      | 6:1, 6:4     |
| Zwyciężczyni  | 2. | 15 stycznia 2011 | Hobart  | Twarda       | Bethanie Mattek-Sands | 6:4, 6:3     |

### Gra podwójna 6 (1-5)
| Końcowy wynik | Nr | Data             | Turniej     | Nawierzchnia | Partnerka        | Przeciwniczki                   | Wynik finału    |
| ------------- | -- | ---------------- | ----------- | ------------ | ---------------- | ------------------------------- | --------------- |
| Zwyciężczyni  | 1. | 26 kwietnia 2006 | Sztokholm   | Ceglana      | Eva Birnerová    | Yan Zi Zheng Jie                | 0:6, 6:4, 6:2   |
| Finalistka    | 1. | 24 lutego 2007   | Memphis     | Twarda       | Akiko Morigami   | Nicole Pratt Bryanne Stewart    | 5:7, 6:4, 5-10  |
| Finalistka    | 2. | 17 lipca 2011    | Bad Gastein | Ceglana      | Julia Görges     | Eva Birnerová Lucie Hradecká    | 6:4, 2:6, 10-12 |
| Finalistka    | 3. | 16 lipca 2012    | Stanford    | Twarda       | Vania King       | Marina Erakovic Heather Watson  | 5:7, 6:7(7)     |
| Finalistka    | 4. | 22 września 2012 | Kanton      | Twarda       | Monica Niculescu | Tamarine Tanasugarn Zhang Shuai | 6:2, 2:6, 8-10  |
| Finalistka    | 5. | 16 stycznia 2016 | Hobart      | Twarda       | Kimberly Birrell | Han Xinyun Christina McHale     | 3:6, 0:6        |

### Gra mieszana 1 (1-0)
| Końcowy wynik | Nr | Data             | Turniej         | Nawierzchnia | Partner       | Przeciwnicy                     | Wynik finału |
| ------------- | -- | ---------------- | --------------- | ------------ | ------------- | ------------------------------- | ------------ |
| Zwyciężczyni  | 1. | 25 stycznia 2013 | Australian Open | Twarda       | Matthew Ebden | Lucie Hradecká František Čermák | 6:3, 7:5     |